# آسپارو نیکودیموف
آسپارو نیکودیموف (بلغاری: Аспарух Донев Никодимов؛ زادهٔ ۲۱ اوت ۱۹۴۵) بازیکن و مربی فوتبال اهل بلغارستان بود.
از باشگاه‌هایی که در آن بازی کرده‌است می‌توان به باشگاه فوتبال زسکا صوفیه اشاره کرد.
وی همچنین در تیم ملی فوتبال بلغارستان بازی کرده‌است.